# Erica ciliaris
La carroncha o argaña (Erica ciliaris) es un arbusto de la familia de las ericáceas.

## Descripción
Arbusto de hasta 70 cm de altura, con las ramas jóvenes cubiertas densamente por pelillos. Hojas dispuestas en verticilos de 3 o 4, lanceoladas u ovadas, con pelos en sus márgenes, pudiéndose ver parte del envés de color blanquecino. Flores hermafroditas tetrámeras (4 sépalos, 4 pétalos soldados formando una corola acampanada de 8 a 11 mm, 8 estambres), agrupadas en racimos terminales, con pedicelos pelosos, corola de color rosa fuerte, con todos los estambres incluidos en su interior o solo sobresaliendo de la misma los ápices de sus anteras. Fruto seco tipo cápsula. Florece en verano y otoño.

## Hábitat
Sobre areniscas con suelos encharcados o muy húmedos. En brezales y matorrales atlánticos, con tojo sobre suelos ácidos y algo húmedos, desde el nivel del mar hasta unos 1800 m de altitud.

## Distribución
Norte y mitad occidental de la península ibérica, el oeste de Europa y noroeste de África

## Taxonomía
Erica ciliaris, fue descrita por Carlos Linneo y publicado en Species Plantarum 1 354. 1753.
Citología
Número de cromosomas de Erica ciliaris (Fam. Ericaceae) y táxones infraespecíficos:  n=12
Etimología
Erica: nombre genérico que deriva del griego antiguo ereíkē (eríkē); latínizado erice, -es f. y erica = "brezo" en general, tanto del género Erica L. como la Calluna vulgaris (L.) Hull, llamada brecina.
ciliaris: epíteto latino que significa "con cilios".
Sinonimia
- Erica ciliata Bubani	[7]

## Nombres vernáculos
- Castellano: agaña (2), argaña (3), brezo (3), carroncha (6), moguerica, moguerita, moquerita.[8] El número entre paréntesis indica el número de especies con el mismo nombre común en España.